# Тробок, Горан
Го́ран Тро́бок (черног. Горан Тробок; 6 сентября 1974, Сараево) — черногорский футболист.

## Биография
Горан Тробок начал свою карьеру в родном городе Сараево, в клубе «Сараево» . Профессиональным игроком Горан стал будучи игроком «Будочности» из города Подгорица. Спустя пять лет, летом 1997 года, Горан перебирается в другой именитый клуб «Партизан» из Белграда. Именно в «Партизане» Тробок стал одним из лучших полузащитников Югославии. После победы в чемпионате Сербии и Черногории 2002/03 Тробок решил покинуть клуб, хотя главный тренер «Партизана» Лоттар Маттеус пытался удержать в клубе ключевого игрока. Тробок был приглашён на просмотр в английский «Лидс Юнайтед», но не подойдя команде, Горан решил присоединиться к российскому «Спартаку» из Москвы, куда так же в 2003 году перешёл другой футболист с Балкан, нападающий «Црвены Звезды» Михайло Пьянович. Тробок попал в команду, которая сильно потеряла силу во внутреннем первенстве, «Спартак» в конце сезона 2003 оказался на 10 месте, Горан провёл в чемпионате 7 матчей.
В сезоне 2004 Тробок получил место в основном составе, проведя 28 матчей и забив 1 мяч, хотя команда и улучшила своё место по сравнению с прошлогодним результатом, заняв итоговое 8 место, «Спартак» выставил на трансфер ряд футболистов, в том числе и Тробока. 2 июня 2004 года сыграл за сборную легионеров чемпионата России. Покинув «Спартак» Горан отправился в китайский «Шанхай Шэньхуа», в котором до него выступали другие футболисты с Балкан: Деян Петкович и Иван Йованович.
В китайском клубе карьера у Горана не сложилась и он был вынужден вернуться в Россию, в 2006 Тробок собирался подписать контракт с ярославским «Шинником» на полтора года, но соглашение сорвалось,
поэтому Горан вернулся в свой родной клуб «Будучност», но не получив место в составе, ушёл в сербское «Смедерево», в котором провёл 17 игр, по окончании сезона 33-летний Горан вернулся в «Будучност», но 2008 году руководство «Будучности» разорвало контракт с Тробоком. Проведя некоторое время без клуба Горан в возрасте 34 лет решил завершить свою футбольную карьеру.

## Достижения
- Чемпион Сербии и Черногории 2002, 2003
- Обладатель Кубка Югославии: 1998, 2001